# دواين إيفانز (عداء سريع)
دواين إيفانز (بالإنجليزية: Dwayne Evans) هو عداء سريع أمريكي، ولد في 13 أكتوبر 1958 في فينيكس في الولايات المتحدة.

## وصلات خارجية
- دواين إيفانز على موقع الاتحاد الدولي لألعاب القوى (الإنجليزية)
- دواين إيفانز على موقع اللجنة الأولمبية الدولية (الإنجليزية)
- دواين إيفانز على موقع أوليمبيديا (الإنجليزية)